# Kygo
Kyrre Gørvell-Dahll (Singapur; 11 de septiembre de 1991), conocido por su nombre artístico Kygo, es un DJ, remezclador y productor discográfico noruego. Comenzó ganando popularidad gracias a su remix de la canción «I See Fire» de Ed Sheeran, que ha recibido más de 80 millones de reproducciones en SoundCloud y 100 millones de visitas en YouTube.
Llegó a ocupar el puesto #26 en la encuesta realizada en 2016 por la revista DJ Mag, subiendo siete posiciones con respecto al año precedente, donde ocupaba el puesto #33. Es conocido mundialmente gracias a sus dos grandes éxitos: «Stole The Show» y «Firestone», los dos reproducidos más de 800 millones de veces cada uno en Spotify. Kygo ha acumulado más de 100 millones de visitas en su música en SoundCloud y YouTube.  Después de un gran avance en 2014, se le preguntó por el vocalista de Coldplay, Chris Martin, para crear una remezcla de la canción «Midnight».
El 1 de diciembre de 2014, lanzó su primer sencillo «Firestone», con la voz de Conrad Sewell, con el cual logró el reconocimiento internacional ubicándose en los primeros puestos en las listas europeas. El 15 de marzo de 2015, lanzó su segundo sencillo, titulado «Stole The Show».
El 21 de agosto de 2016, interpretó junto a Julia Michaels, «Carry Me», en la ceremonia de clausura de los Juegos Olímpicos de Río de Janeiro 2016. El 26 de julio del 2017 lanzó su documental Stole The Show a través de Apple Music.
En marzo de 2018, Billboard clasificó a Kygo en el tercer lugar en su ranking de 2018 de músicos de EDM, Billboard Dance 100. El mismo año, ocupó el puesto #32 en la lista Top 100 DJs de la revista DJ Mag, y en octubre de 2019 ocupó el puesto #42.

## Biografía

### Vida personal
Kyrre nació el 11 de septiembre de 1991 como un extranjero no nativo en Singapur, hijo de Lars Gørvell-Dahll, un trabajador extranjero en la industria marítima, y de Kersti Gjerde, una dentista. Tiene un hermanastro mayor, Mads; dos hermanas mayores, Johanne y Jenny; y un medio hermano menor, Sondre. A lo largo de su infancia, vivió y viajó con su familia en Brasil, Japón, Kenia y Egipto. 
Es un fanático del Manchester United y su jugador favorito es Juan Mata. También es fan de la Fórmula 1 y realizó un concierto en el Gran Premio de Baréin de 2019. Recientemente actuó en otras carreras: el Gran Premio de México de 2021 y el inaugural Gran Premio de Miami de 2022. 
Kyrre comenzó a recibir lecciones de piano a los 6 años de edad. Dejó el piano alrededor de los 15 y comenzó a producir música con Logic Pro y un teclado MIDI mientras veía varios tutoriales en YouTube. Cuando decidió dedicarse totalmente a la música, estaba a mitad de obtener un título en negocios y finanzas en la universidad Heriot-Watt de Edimburgo en Escocia. Ha citado al DJ sueco Avicii como su principal inspiración. 

## Carrera

### 2014: Salto a la fama

Kygo pinchando en 2014.

El 1 de diciembre de 2014, lanzó su primer sencillo «Firestone» con las voces del cantante australiano Conrad Sewell, llegando a ser reconocido internacionalmente y debutando en varios charts globales. Después de recibir más de 80 millones de visitas en YouTube y SoundCloud, Avicii y Chris Martin de Coldplay, contactaron con Kygo para que este creara remezclas oficiales de canciones de estos dos artistas. También fue telonero de Avicii en Findings Festival de Oslo en 2014. El 19 de septiembre de 2014, se confirmó que Kygo iba a reemplazar a Avicii en el escenario principal en TomorrowWorld, debido a los problemas de salud del DJ sueco.
Kygo también fue llamado para hacer diversos eventos en Norteamérica, y algunos de los espectáculos que ya se habían vendido. También consiguió una entrevista característica en la revista Billboard, donde habló de sus remezclas para Diplo y Coldplay, y habló de su próxima gira en América del Norte. En julio de 2014, Kygo se asoció con la marca Electric Family para producir un brazalete con el fin de que el 100% de lo recaudado se destine a la conciencia del cáncer de mama. En ese mismo mes, se anotó un reparto enorme con los sellos discográficos Sony Music y Ultra Records.

### 2015−2016: Álbum debutCloud Nine
En febrero de 2015, la canción «ID» de Kygo apareció en el tráiler oficial de Ultra Music Festival. La misma pista también aparece en FIFA 16, un popular videojuego de fútbol de asociación con EA Sports. En agosto de 2015, Kygo era un headliner ofrecido en Lollapalooza de Chicago, uno de los festivales más grandes de música en el mundo. Hizo su debut en televisión estadounidense en el programa The Late Late Show with James Corden en octubre de 2015.
El 21 de marzo de 2015, lanzó su segundo sencillo, titulado «Stole The Show», con Parson James, que a partir del 11 de abril de 2015, tenía 1,4 millones de corrientes en línea. La canción fue n.º 24 en el Reino Unido y lideró las listas de Noruega y Suecia. El 31 de julio de 2015, lanzó su tercer sencillo, «Nothing Left», con Will Heard. «Nothing Left» alcanzó el número uno en la lista de singles de Noruega. El 4 de septiembre de 2015, lanzó su cuarto sencillo, titulado «Here For You», con Ella Henderson, que se reveló como la versión vocal de «ID» que fue lanzada como parte del Ultra Music Festival. Tres meses más tarde, su quinto sencillo, «Stay», producido con su compañero noruego de producción William Larsen y con voces de Maty Noyes, fue lanzado el 4 de diciembre de 2015.
Tras el lanzamiento del último sencillo, Kygo anunció que se embarcaba en una gira mundial para promocionar su álbum debut. Poco tiempo después, reveló que su álbum debut de estudio iba a ser lanzado el 19 de febrero de 2016, pero se retrasó. Él, en cambio, lanzó un teaser a través de SoundCloud de las canciones con las que estaba trabajando y estarían en su próximo álbum.
A principios de marzo de 2016, Kygo anunció que su álbum debut iba a ser lanzado el 13 de mayo de 2016, bajo el título Cloud Nine. También anunció que lanzaría tres sencillos promocionales, que conducirían al lanzamiento del álbum. El primero de estos singles, que fue lanzado el 18 de marzo de 2016, se tituló «Fragile», que cuenta con las voces de Labrinth. El segundo sencillo, salió el 1 de abril de 2016, y fue llamado «Raging», que cuenta con la participación de la banda irlandesa Kodaline y también coescrito por James Bay, misma que también se encuentra incluida en el popular videojuego de fútbol FIFA 17. El tercer y último sencillo, fue lanzado el 22 de abril de 2016 y se tituló «I'm In Love», con las voces de James Vincent McMorrow. Como previamente anunció Kygo, su álbum debut de estudio fue lanzado oficialmente el 13 de mayo de 2016. Además, el álbum incluye algunas colaboraciones con otros reconocidos artistas como Tom Odell, John Legend o Angus & Julia Stone.
El 17 de agosto de 2016, Kygo lanzó su propia marca de ropa llamada Kygo Life. La marca consta de dos colecciones de alta moda y relajado desgaste, además de hardware como auriculares. Kygo Life está actualmente sólo disponible en Europa, pero se pueden realizar pedidos por Internet.
El 11 de noviembre, publicó su remix de la canción «Starboy» de Daft Punk y The Weeknd.

### 2017: Lanzamiento deStargazing EPyKids in Love
El 9 de febrero de 2017, Kygo publicó un fragmento de su colaboración con la cantante estadounidense Selena Gomez. Ambos confirmaron oficialmente a través de sus redes sociales el 13 de febrero, el sencillo «It Ain't Me», que fue lanzado tres días más tarde. La canción se convertiría en el sencillo principal del que sería el primer extended play de Kygo, y aparecería en la edición deluxe del tercer álbum en solitario de Selena Gomez, titulado Rare. El 26 de abril, Kygo dio a conocer su siguiente sencillo, en colaboración con Ellie Goulding, el cual lleva el nombre de «First Time», la cual fue estrenada el día 28 de abril de ese mismo año. El video musical de esta última fue estrenado el 22 de mayo de 2017, en el cual aparecen ambos artistas. El 14 de julio de 2017, lanzó su remix de la canción «Tired» de Alan Walker. 
El 26 de julio de 2017, estrenó su documental Stole The Show, que relata su historia desde sus inicios hasta la actualidad. Este puede ser visto únicamente a través de Apple Music. El 15 de septiembre, lanzó su remix de la canción «You're The Best Thing About Me» de U2. El 18 de septiembre, anunció el lanzamiento de su siguiente sencillo con Justin Jesso, «Stargazing». Finalmente, el 21 de septiembre lanzó el EP Stargazing, que además de contener la canción «Stargazing», el sencillo también incluye «This Town» con Sasha Sloan, «It Ain't Me», «First Time» y el remix de «You're The Best Thing About Me». El 9 de octubre de 2017, anunció su nuevo sencillo «Kids In Love», que fue lanzado el 20 de octubre de 2017. Para promocionarlo, Kygo fue lanzando pequeños adelantos a través de sus redes sociales en las que mostraba colaboraciones con diferentes artistas a los cuales les preguntaba cual fue su primer amor. El 20 de octubre, además del lanzamiento de su sencillo, anuncio en Instagram el lanzamiento de su nuevo álbum, en el que había estado trabajando por más de dos años, también titulado Kids in Love, programado para el 3 de noviembre de 2017.

### 2018: Más éxitos y «Happy Now»
El 7 de enero de 2018, Kygo publicó una historia en su Instagram en el que anunciaba que estaba trabajando en nueva música. El 14 de febrero, lanzó su álbum de remixes de Kids in Love. El 16 de marzo, lanzó «Remind Me To Forget», en colaboración con el cantante estadounidense Miguel, la cual tocó por primera vez ese mismo día en el concierto Lollapalooza Chile. 
El 11 de junio, Kygo anunció en redes sociales una foto de él y los miembros de la banda Imagine Dragons, su próxima colaboración. La carátula del sencillo, «Born To Be Yours», se publicó al día siguiente y fue lanzada el 15 de junio del mismo año. Kygo habló sobre la canción y declaró lo siguiente: «Imagine Dragons es uno de mis grupos favoritos y es un gran honor que finalmente todos escuchen en lo que hemos estado trabajando». Él agregó: «Born To Be Yours es para mí una perfecta combinación de mi sonido mezclado con los icónicos elementos y vocales de la banda».
Meses más tarde, el 26 de octubre de 2018, salió a luz la canción «Happy Now», en colaboración con el cantautor sueco Sandro Cavazza. Avicii fue una gran fuente de admiración e inspiración para Kygo en los inicios de su carrera, por lo que Sandro (quien fue íntimo amigo de Avicii) y Kygo decidieron juntarse para dedicarle esta canción. «Happy Now» se convirtió en un gran éxito en Noruega y Suecia, y alcanzó las 400 millones de reproducciones en Spotify. El videoclip oficial en YouTube, donde aparece Kygo en Bergen (Noruega), fue lanzado el 2 de diciembre de 2018 y ha alcanzado las 200 millones de visualizaciones.

### 2019−2020: Tributo a Avicii y álbumGolden Hour
El 14 de febrero de 2019, lanzó «Think About You» con Valerie Broussard. El 19 de abril lanzó «Carry On» con Rita Ora para la película Pokémon: Detective Pikachu como sencillo independiente, la cual se reproduce durante los créditos finales de la misma. El 23 de mayo lanzó «Not Ok» con Chelsea Cutler. El 14 de junio también hizo la publicación de su primera canción en noruego: «Kem Kan Eg Ringe» (su idioma natal) junto a Store P y Lars Vaular. El 28 de junio, lanzó una versión editada de la canción «Higher Love» de Whitney Houston. El 6 de diciembre hizo su colaboración en el álbum World War Joy de The Chainsmokers con la canción «Family».
El 24 de enero de 2020, se lanzó la canción inédita «Forever Yours» de Avicii y Sandro Cavazza con la participación de Kygo en ella, siendo este un tributo para dicho DJ fallecido en 2018. Los beneficios recaudados se destinarán a la Fundación Tim Bergling. Después del lanzamiento de la canción y de un largo tiempo de descanso con su cuenta de Instagram desactivada, Kygo anunció el 23 de marzo su próximo y futuro tercer álbum de estudio, titulado Golden Hour. El 26 de marzo, en un directo que realizó en su cuenta de Instagram, afirmó que el álbum contaría con dieciséis o diecisiete canciones y que haría una tercera colaboración con Sandro Cavazza. 

Carátula de «I'll Wait».

El 27 de marzo de 2020, lanzó el primer sencillo del álbum: «Like It Is», junto a la cantante sueca Zara Larsson y el rapero estadounidense Tyga. Días después, siguiendo con la promoción de su nuevo álbum, Kygo anunció un segundo sencillo junto a Sasha Sloan: «I'll Wait», lanzada el 3 de abril. Semanas más tarde, lanzó la canción «Freedom» el 16 de abril en colaboración con Zak Abel, que también pertenecería al nuevo álbum. El 1 de mayo, publicó en Instagram un video usando uno de los filtros de dicha aplicación mientras hacía nueva música, donde preguntaba: «¿Debería Baby Kygo poner esta canción en el próximo álbum?» haciendo que sus fanes se emocionaran y pidieran el lanzamiento de la canción, a lo cual el 22 de mayo lanzó su último y nuevo sencillo para promocionar su álbum; teniendo la colaboración de Valerie Broussard en «The Truth». Finalmente, el 29 de mayo de 2020, salió a la luz su tercer álbum de estudio, Golden Hour, con un total de dieciocho canciones. Ese mismo día realizó una transmisión en vivo desde su casa por medio de YouTube y Facebook para promocionar el lanzamiento de su nuevo álbum.

### 2021–2022:Thrill Of The Chase
A lo largo de 2021, Kygo sacó varios nuevos temas que más adelante pertenecerían a su cuarto álbum de estudio. El 15 de abril, sacó «Gone Are The Days» con el cantante James Gillespie. El 13 de agosto, sacó el videoclip oficial en YouTube de la canción «Love Me Now» en colaboración con la cantante alemana Zoe Wees. Como último tema sacado en 2021, el 15 de octubre, lanzó «Undeniable» junto a la banda estadounidense de pop-rock X Ambassadors.
El 25 de febrero de 2022, Kygo sacó una canción con DNCE llamada «Dancing Feet». El 11 de noviembre de 2022, Kygo sorprendió a todos con el lanzamiento de su cuarto álbum de estudio, titulado Thrill of the Chase. El álbum cuenta con un total de catorce canciones y con numerosas colaboraciones con diferentes artistas, como Dean Lewis o Lukas Graham.
2024: “KYGO: THE ALBUM” Y KYGO WORLD TOUR.
A finales del 2023, Kygo anunció en un vídeo desde el estudio de su casa en Noruega, a través de sus redes sociales, que prometía mucha música nueva de cara al año 2024.
En enero de 2024, Kygo sacó una canción en colaboración con la artista Ava Max, titulado “Whatever”, una especie de “remix” del conocido tema de Shakira, “Whenever, Wherever”.
Posteriormente, durante un show en un festival en Aspen (EEUU), el noruego dio a conocer su segundo sencillo, cuyo lanzamiento estaba programado para el 19 de abril. Éste era “For Life”, junto al artista británico Zak Abel. 
Antes de este lanzamiento, Kyrre anunció que, a partir de septiembre, arrancaría su gira mundial, el “Kygo World Tour”, una gira que le llevaría primeramente por Estados Unidos y Canadá para posteriormente continuarla en Europa. Con el transcurso del tiempo, anunció que su gira tendría una segunda parte, comenzando en enero de 2025, cuando visite países como México, Japón, Corea del Sur o Australia, entre otros. 
A finales de mayo, Kygo anunció la publicación de un tercer sencillo junto a la cantante británica Hayla, “Without You”, que fue lanzado el 31 de mayo. Asimismo, un día antes de dicho lanzamiento, Kygo anunció el tan esperado siguiente , titulado de manera homónima “KYGO”. Este álbum, según expresó en sus redes, “es una celebración a 10 años desde que comenzó a dedicarse a la música de manera profesional”. Es un álbum de 18 canciones, dura 1 hora y 4 minutos y sería lanzado el 21 de junio de 2024. 
A lo largo del verano, Kygo fue sacando varios remixes de canciones de este último álbum, hasta que el 30 de agosto publicó el álbum “KYGO (The Remixes)”, el cual contiene todos los remixes que se han hecho de las canciones del álbum original.
Actualmente, la gira ya ha comenzado, de modo que Kygo ya se encuentra en América del Norte, haciendo disfrutar a la gran cantidad de espectadores que acuden a sus shows.
El 21 de septiembre, estando de gira por Canadá, Kygo anunció el lanzamiento de un nuevo sencillo en colaboración con la banda Imagine Dragons, titulado “Stars Will Align”, para el día 27 de ese mismo mes. 

## Nombre artístico

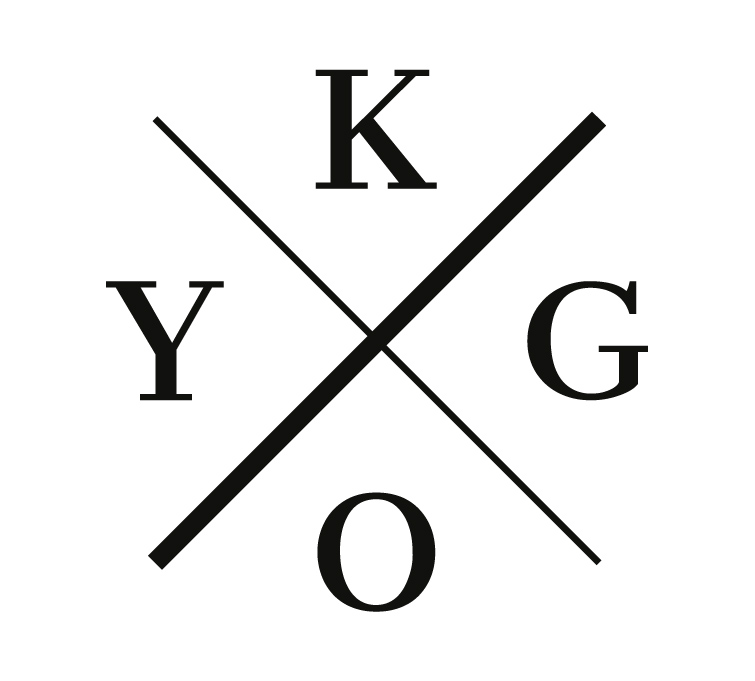
Logotipo de Kygo.

Su nombre artístico, Kygo, se puede pronunciar como (pronunciación noruega: [kyːɡuː]) para hablantes de noruego, y / ˈkaɪɡoʊ / para hablantes de inglés. Ambas pronunciaciones se pueden usar indistintamente.
Kyrre tuvo la idea de su nombre artístico a través de un nombre de usuario que recibió en la escuela secundaria para la plataforma de aprendizaje digital itslearning. El servicio utilizó partes de su nombre para crear un apodo, «Ky-», que representaba las dos primeras letras en su nombre Kyrre y «-go» para las dos primeras letras de su apellido Gørvell-Dahll. La letra Ø suele reemplazarse con la letra O en la computación.
En una entrevista con el periódico Fanaposten, Kyrre citó lo siguiente: «Kygo ha sido absolutamente perfecto, es muy fácil de decir, tanto en noruego como en inglés, y no tengo necesidad de cambiar el nombre del artista en el futuro».

## Filantropía
En junio de 2016, NRK dijo que Kygo estaría «donando 50.000 dólares [...] de las ganancias [de su festival del 20 de agosto]» a Frank Mugisha; Kygo fue citado: «Todo el mundo debería poder vivir con su orientación sexual. Esa no es la situación en Uganda y en muchos otros países del mundo».

## Ranking DJ Mag
| DJ   | 2015 | 2016 | 2017 | 2018 | 2019 | 2020 | 2021 |
| ---- | ---- | ---- | ---- | ---- | ---- | ---- | ---- |
| Kygo | 33°  | 26°  | 24°  | 32°  | 52°  | 28°  | 48°  |

## Filmografía
Película
| Año  | Título         | Papel    | Duración | Nota                       | Ref.   |
| 2017 | Stole The Show | El mismo | 52 min.  | Documental por Apple Music | [ 12 ] |

Televisión
| Año  | Título               | Papel    | # de episodios              | Nota               | Ref.   |
| ---- | -------------------- | -------- | --------------------------- | ------------------ | ------ |
| 2015 | Nøkkelen til suksess | El mismo | 1 (Temporada 1, Episodio 4) | Documental en NRK  | [ 13 ] |
| 2015 | Bring On The Night   | El mismo | 2 (Temporada 1)             | Documental en VGTV | [ 12 ] |

## Discografía

### Álbumes de estudio
| Título     | Datos del Álbum                                                                         |
| ---------- | --------------------------------------------------------------------------------------- |
| Cloud Nine | - Lanzamiento: 13 de mayo de 2016 - Discográfica: Sony - Formatos: Descarga digital, CD |

### Cloud Nine(Lista de canciones)
- 1. Intro[15]
- 2. Stole the Show (con Parson James)[16]
- 3. Fiction (con Tom Odell)[17]
- 4. Raging (con Kodaline)[18]
- 5. Firestone (con Conrad Sewell)[19]
- 6. Happy Birthday (con John Legend)[20]
- 7. I'm in love (con James Vincent McMorrow)[21]
- 8. Oasis (con Foxes)[22]
- 9. Not Alone (con RHODES)[23]
- 10. Serious (con Matt Corby)[24]
- 11. Stay (con Maty Noyes)[25]
- 12. Nothing Left (con Will Heard)[26]
- 13. Fragile (con Labrinth)[27]
- 14. Carry Me (con Julia Michaels)[28]
- 15. For what it's worth (con Angus & Julia Stone)[29]

###### Kids in Love (2017)
| Título       | Datos del Álbum                                                                              |
| ------------ | -------------------------------------------------------------------------------------------- |
| Kids in Love | - Lanzamiento: 3 de noviembre de 2017. - Discográfica: Sony - Formatos: Descarga digital, CD |

### Kids In Love (Lista de canciones)
- 1. Never Let You Go (con John Newman)[31]
- 2. Sunrise (con Jason Walker)[32]
- 3. Riding Shotgun (con Bonnie McKee y Oliver Nelson)[33]
- 4. Stranger Things (con OneRepublic)[34]
- 5. With You (con Wrabel)[35]
- 6. Kids In Love (con The Night Game)[36]
- 7. Permanent (con JHart)[37]
- 8. I See You (con Billy Raffoul)[38]

###### Golden Hour (2020)
| Título      | Datos del Álbum                                                                          |
| ----------- | ---------------------------------------------------------------------------------------- |
| Golden Hour | - Lanzamiento: 29 de mayo de 2020. - Discográfica: Sony - Formatos: Descarga digital, CD |

### Golden Hour (Lista de canciones)
- 1. The Truth (con Valerie Broussard)[40]
- 2. Lose Somebody (con OneRepublic)[41]
- 3. Feel Like Forever (con Jamie N Commons)[42]
- 4. Freedom (con Zak Abel)[43]
- 5. Beautiful (con Sandro Cavazza)[44]
- 6. To Die For (con St. Lundi)[45]
- 7. Broken Glass (con Kim Petras)[46]
- 8. How Would I Know (con Oh Wonder)[47]
- 9. Could You Love Me (con Dreamlab)[48]
- 10. Higher Love (con Whitney Houston)[49]
- 11. I'll Wait (con Sasha Sloan)[50]
- 12. Don't Give Up On Love (con Sam Tinnesz)[51]
- 13. Say You Will (con Patrick Droney & Petey)[52]
- 14. Follow (con Joe Janiak)[53]
- 15. Like It Is (con Zara Larsson & Tyga)[54]
- 16. Someday (con Zak Brown)[55]
- 17. Hurting (con Rhys Lewis)[56]
- 18. Only Us (con Haux)[57]

###### Thrill of the Chase(2022)
| Título              | Datos del Álbum                                                                                      |
| ------------------- | --- |
| Thrill Of The Chase | - Lanzamiento: 11 de noviembre de 2022. - Discográfica: RCA Records - Formatos: Descarga digital, CD |

### Thrill Of The Chase (Lista de canciones)
- 1. Gone Are The Days (con James Gillespie)
- 2. Love Me Now (con Zoe Wees)
- 3. Lonely Together (con Dagny)
- 4. Undeniable (con X Ambassadors)
- 5. Thrill of the Chase (con R.I.Pablo)
- 6. Dancing Feet (con DNCE)
- 7. Fever (con Lukas Graham)
- 8. Woke Up in Love (con Gryffin & Calum Scott)
- 9. How Many Tears (con Emily Warren)
- 10. Never Really Loved Me (con Dean Lewis)
- 11. The Way We Were (con Plested)
- 12. Lost Without You (con Dean Lewis)
- 13. All For Love (con Stuart Crichton)
- 14. Freeze

### Sencillos
- «Laber Bris» (2013)[58]
- «Epsilon» (2013)[59]
- «Firestone» (con Conrad Sewell) (2014)[60]
- «ID-Ultra Music Festival Anthem» (2015)[61]
- «Stole the Show» (con Parson James) (2015)[62]
- «Nothing Left» (con Will Heard) (2015)[63]
- «Here For You» (con Ella Henderson) (2015)[64]
- «Stay» (con Maty Noyes) (2015)[65]
- «Coming Over» (Dillon Francis y Kygo con James Hersey) (2016)[66]
- «Raging» (con Kodaline) (2016)[67]
- «Carry Me» (con Julia Michaels) (2016)[68]
- «It Ain't Me» (con Selena Gomez) (2017)[69]
- «First Time» (con Ellie Goulding) (2017)[70]
- «Stargazing» (con Justin Jesso) (2017)[71]
- «This Town» (con Sasha Sloan) (2017)[72]
- «Kids In Love» (con The Night Game) (2017)[73]
- «Stranger Things» (con OneRepublic) (2018)[74]
- «Remind Me To Forget» (con Miguel) (2018)[75]
- «Born To Be Yours» (con Imagine Dragons) (2018)[76]
- «Happy Now» (con Sandro Cavazza) (2018)[77]
- «Think About You» (con Valerie Broussard) (2019)[78]
- «Carry On» (con Rita Ora) (2019)[79]
- «Not OK» (con Chelsea Cutler) (2019)[80]
- «Higher Love» (con Whitney Houston) (2019)[81]
- «Family» (con The Chainsmokers) (2019)[82]
- «Forever Yours» (con Avicii & Sandro Cavazza) (2020)[83]
- «Like It Is» (con Zara Larsson & Tyga) (2020)[84]
- «I'll Wait» (con Sasha Sloan) (2020)[85]
- «Freedom» (con Zak Abel) (2020)[86]
- «Lose Somebody» (con OneRepublic) (2020)[87]
- «The Truth» (con Valerie Broussard) (2020)[88]
- «What's Love Got To Do With It» (con Tina Turner) (2020)[89]
- «Hot Stuff» (con Donna Summer) (2020)
- «Gone Are The Days» (con James Gillespie) (2021)
- «Love Me Now» (con Zoe Wees) (2021)
- «Undeniable» (con X Ambassadors) (2021)

### Sencillos promocionales
- «Fragile» (Kygo y Labrinth) (2016)[90]
- «I'm in Love» (con James Vincent McMorrow) (2016)[91]
- «Never Let You Go» (con John Newman) (2017)[92]

### Remezclas
Lanzamientos en sello discográfico
| Año  | Canción                                       | Artista original              |
| ---- | --------------------------------------------- | ----------------------------- |
| 2013 | «Dancer»                                      | Didrik Thulin                 |
| 2014 | «Younger»                                     | Seinabo Sey                   |
| 2014 | «Cut Your Teeth»                              | Kyla La Grange                |
| 2014 | «Miami 82»                                    | Syn Cole feat. Madame Buttons |
| 2014 | «Shine»                                       | Benjamin Francis Leftwich     |
| 2014 | «Often»                                       | The Weeknd                    |
| 2015 | «Sexual Healing»                              | Marvin Gaye                   |
| 2015 | «Take On Me»                                  | A-ha                          |
| 2016 | «Starboy»                                     | The Weeknd feat. Daft Punk    |
| 2017 | «Tired (Kygo Remix)»                          | Alan Walker                   |
| 2017 | «You're The Best Thing About Me (U2 vs Kygo)» | U2                            |

Remezclas publicadas
| Año  | Canción                        | Artista original                                |
| ---- | ------------------------------ | ----------------------------------------------- |
| 2013 | «Stay» (Kygo Edit)             | Rihanna feat. Mikky Ekko                        |
| 2013 | «The Wilhelm Scream»           | James Blake                                     |
| 2013 | «Limit to Your Love»           | James Blake                                     |
| 2013 | «Let Her Go»                   | Passenger                                       |
| 2013 | «Caravan»                      | Passenger                                       |
| 2013 | «Brother» (Kygo Edit)          | Matt Corby                                      |
| 2013 | «Resolution»                   | Matt Corby                                      |
| 2013 | «Jolene»                       | Dolly Parton                                    |
| 2013 | «Angels»                       | The xx                                          |
| 2013 | «No Diggity» vs. «Thrift Shop» | Ed Sheeran, Passenger y Macklemore & Ryan Lewis |
| 2013 | «Can't Afford It All»          | Jakubi                                          |
| 2013 | «Electric Feel»                | Henry Green                                     |
| 2013 | «I Don't Like You»             | Eva Simons                                      |
| 2013 | «High for This»                | Ellie Goulding                                  |
| 2013 | «Sexual Healing»               | Marvin Gaye                                     |
| 2013 | «I See Fire»                   | Ed Sheeran                                      |
| 2013 | «Wait»                         | M83                                             |
| 2014 | «Midnight»                     | Coldplay                                        |
| 2014 | «Dirty Paws»                   | Of Monsters and Men                             |

### Ranking DJmag
| DJ   | 2015 | 2016 | 2017 | 2018 | 2019 | 2020 |
| ---- | ---- | ---- | ---- | ---- | ---- | ---- |
| Kygo | 31°  | 26°  | 24°  | 32°  | 52°  | 28°  |

## Giras
- Endless Summer Tour (2014)[94]
- Cloud Nine Tour (2016)[95]
- Kids in Love Tour (2018)[96]